# Ciclone

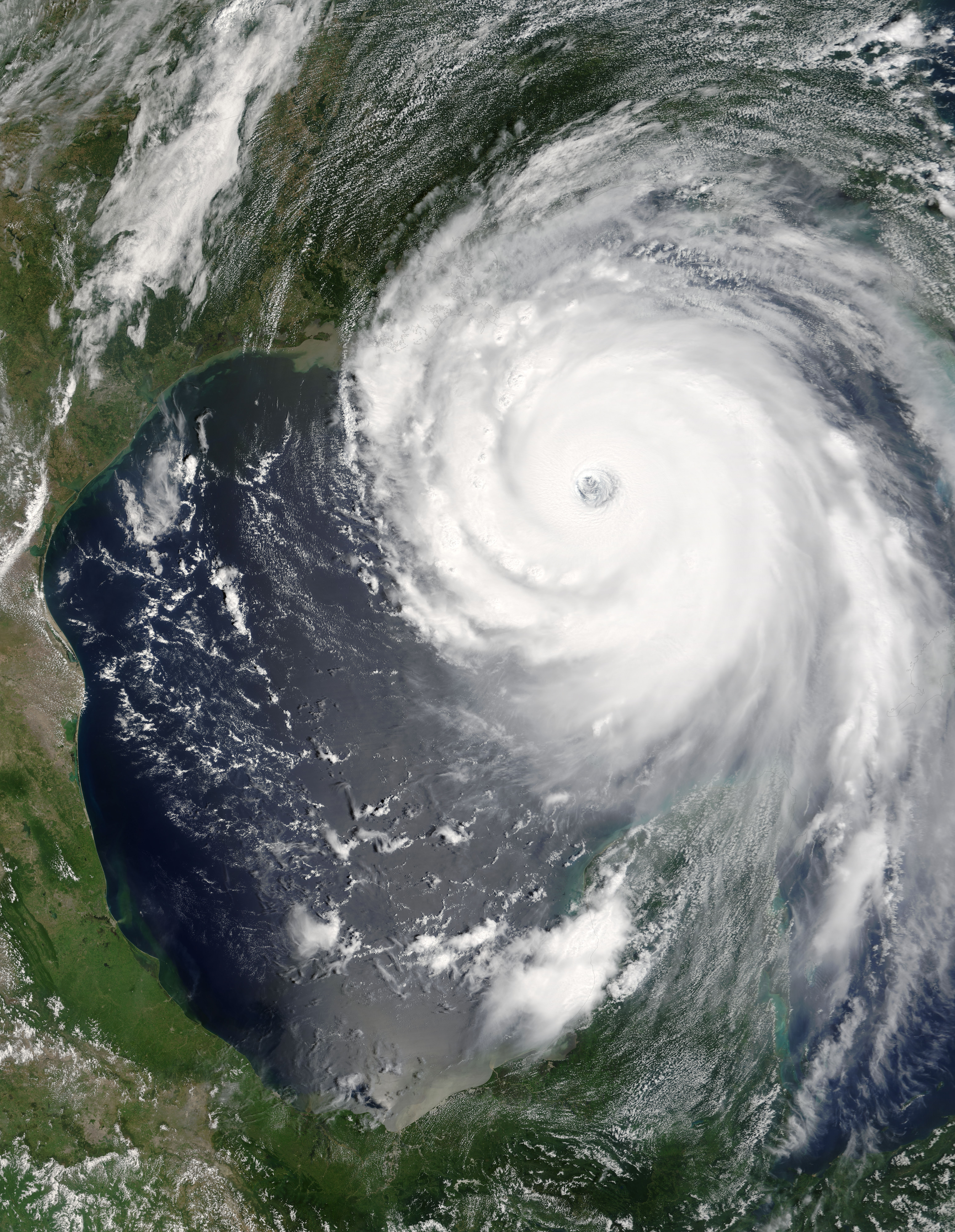
Uragano Katrina nel golfo del Messico

Animaziione computerizzata di un ciclone tropicale nell'emisfero boreale

In meteorologia un ciclone è una zona atmosferica di bassa pressione (ovvero un'area in cui la pressione atmosferica è minore di quella delle regioni circostanti alla stessa altitudine) e caratterizzata da un vortice atmosferico, a cui tipicamente è associato cattivo tempo atmosferico (temporali, pioggia, vento). 
Comunemente detti perturbazioni atmosferiche, assieme ai loro fronti meteorologici, si tratta a tutti gli effetti di vortici atmosferici a scala sinottica e mesoscala il cui processo di formazione e sviluppo è detto ciclogenesi. Ruotano in senso antiorario nell'emisfero boreale e in senso orario nell'emisfero australe. Esistono tre tipi di cicloni: i cicloni tropicali, i cicloni extratropicali e i mesocicloni.

## Storia del termine
La parola italiana "ciclone" viene dall'inglese cyclone, derivazione del greco κύκλος, "cerchio, giro". Il termine fu coniato a metà del 1800 dall'ispettore marittimo di stanza in India Henry Piddington, appassionato di meteorologia, che nel 1853 scrisse una relazione indirizzata al governatore per denunciare il pericolo di cicloni al progettato port Canning della Compagnia delle Indie, sul golfo del Bengala; nessuno prese in considerazione il suo allarmismo e la nuova città venne inaugurata nel 1864: tre anni dopo fu travolta dall'onda di marea del ciclone e l'anno seguente abbandonata, oggi è un modesto porto fluviale d'accesso alle Sundarban.

## Descrizione

Isobare durante un forte ciclone extratropicale sull'arcipelago britannico

In generale un'area di bassa pressione è individuabile e rappresentabile su una carta meteorologica, o con dei modelli fisico matematici:
- a livello del mare (quindi su una superficie ad altitudine costante) da isobare decrescenti verso il punto minimo, detto centro del ciclone (o punto di minimo);
- su una superficie a pressione costante, da isoipse decrescenti verso il centro (vedi geopotenziale).

In esso si ha convergenza d'aria nei bassi strati, conseguente ascesa e divergenza in quelli superiori. Contrapposti ai cicloni o basse pressioni sono gli anticicloni o zone di alte pressioni e tempo atmosferico stabile.
Nell'emisfero boreale, nel ciclone l'aria è soggetta a un sistema di venti circolanti in senso antiorario, mentre nell'emisfero australe in senso orario a causa del moto di rotazione terrestre e della forza di Coriolis (in accordo alla legge di Ferrel e alla legge di Buys Ballot), ovunque con una componente di moto convergente verso il centro.
Secondo la classificazione dei sistemi meteorologici elaborata da Harold Jeffreys, si hanno essenzialmente due tipologie di cicloni: cicloni extratropicali e cicloni tropicali.

## Ciclone extratropicali
Il ciclone delle medie e alte latitudini o ciclone extratropicale è più comunemente denominato depressione e fu studiato per la prima volta da Vilhelm Bjerknes e dai suoi collaboratori, tra cui Jacob Bjerknes; a seguito degli studi è stata elaborata la teoria che si basa sullo scontro tra masse d'aria diversa e sui fronti ed è chiamata perciò teoria frontologica. Sono i più grandi vortici atmosferici e possono estendersi su aree del diametro fino a qualche migliaio di chilometri. Di solito le isobare che lo individuano presentano forma di "V" che si dipartono dal centro, dette saccature. Secondo il modello concettuale-teorico della scuola norvegese guidata da Vilhelm Bjerknes, il ciclone extratropicale ha un "ciclo di vita" suddiviso in varie e distinte fasi.

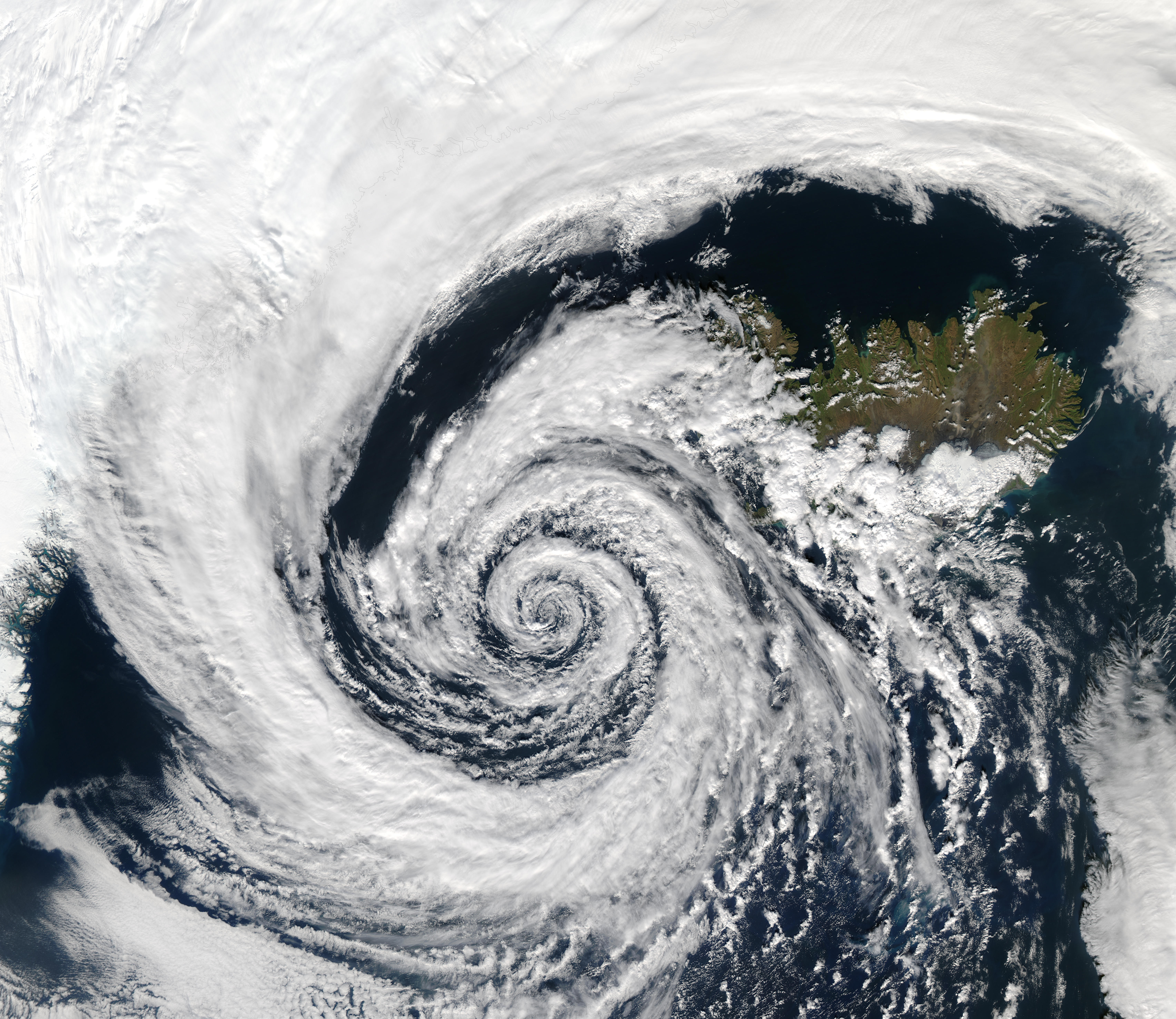
La depressione d'Islanda vista dal satellite

Esso nasce dall'ondulazione del fronte polare, zona di separazione tra l'aria fredda polare (cella polare) e l'aria temperata delle medie latitudini (cella di Ferrel). L'aria fredda e l'aria calda si muovono lungo la stessa direttrice, ma con verso opposto; l'ondulazione si produce per la diversa densità delle due masse d'aria: la fredda maggiormente densa si incunea sotto la calda. Il fronte polare, a causa dell'ondulazione e del moto vorticoso prodotto nella zona, assume da una parte il carattere di fronte d'avanzata dell'aria calda (fronte caldo), dall'altra di fronte d'avanzata dell'aria fredda (fronte freddo) separati dal settore caldo (nell'insieme detti sistema frontale).
Nel successivo stadio l'ondulazione si amplifica, il ciclone si approfondisce (diminuzione della pressione atmosferica), il settore caldo comincia a restringersi per l'avvicinarsi del fronte freddo al fronte caldo e la circolazione dei venti si intensifica. L'ulteriore amplificazione fa sì che il fronte freddo raggiunga quello caldo creando lo stadio di occlusione in cui gran parte dell'aria del settore caldo viene sospinta in alto e la depressione raggiunge la sua massima profondità. Successivamente inizia la fase di invecchiamento o senescenza del ciclone (colmamento del deficit pressorio), con il progressivo dissolvimento dei fronti in quanto l'aria che circola nella depressione è oramai interamente fredda e rimescolata.

## Cicloni tropicali

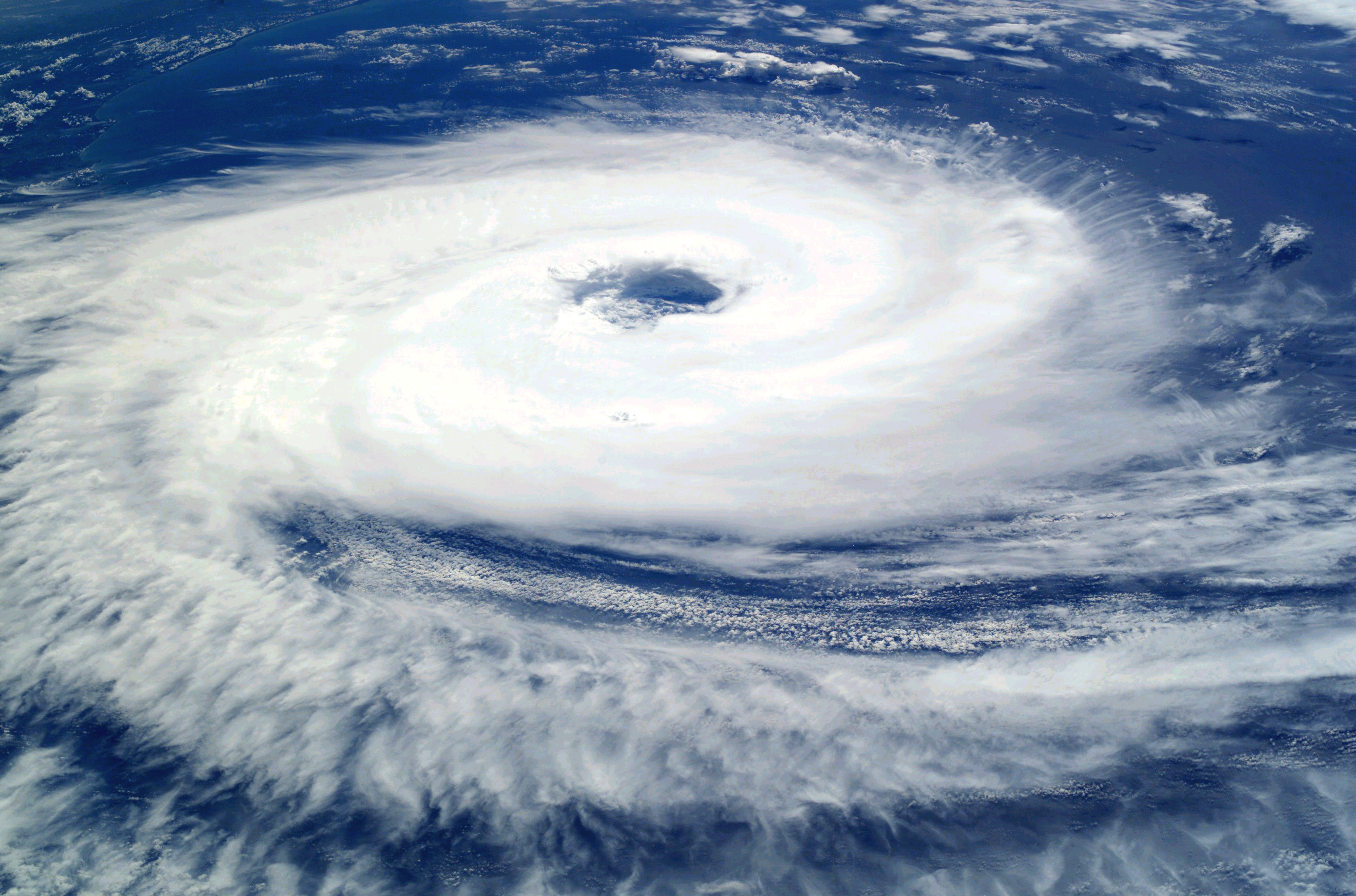
Il Ciclone Catarina, visto dalla Stazione spaziale internazionale il 26 marzo 2004

Il ciclone delle latitudini inferiori, detto ciclone tropicale, assume varie denominazioni a seconda delle regioni dove si manifesta. Può estendersi su aree del diametro di poche centinaia di chilometri ed è tra le più violente perturbazioni atmosferiche.
I cicloni tropicali si originano tra gli 8° e i 20° di latitudine, a nord e a sud dell'equatore, sugli oceani a ovest dei continenti, anche se non si generano sull'oceano Atlantico a sud dell'equatore. I cicloni tropicali del Pacifico occidentale sono denominati tifoni, in particolare quelli che interessano l'Australia occidentale sono chiamati willy-willy, mentre quelli delle Filippine baguiros. Fatto salvo l'oceano Indiano, il mare Arabico e il golfo del Bengala, alle restanti latitudini, i cicloni tropicali prendono il nome di uragani.
Il ciclone tropicale è caratterizzato da isobare pressoché circolari e da venti fortissimi che superano spesso i 100 km/h. In funzione della massima intensità del vento, l'Organizzazione Meteorologica Mondiale parla di:
- Depressione tropicale, se il vento è minore di 63 km/h
- Tempesta tropicale, se il vento è compreso tra 63 e 118 km/h
- Uragano, se il vento supera i 118 km/h

I venti normalmente aumentano verso l'interno in direzione del centro ma non convergono fino a esso, divenendo tangenti a un cerchio di diametro variabile tra 5 e 30 km chiamato occhio del ciclone, dove i venti sono deboli o addirittura regna la calma.

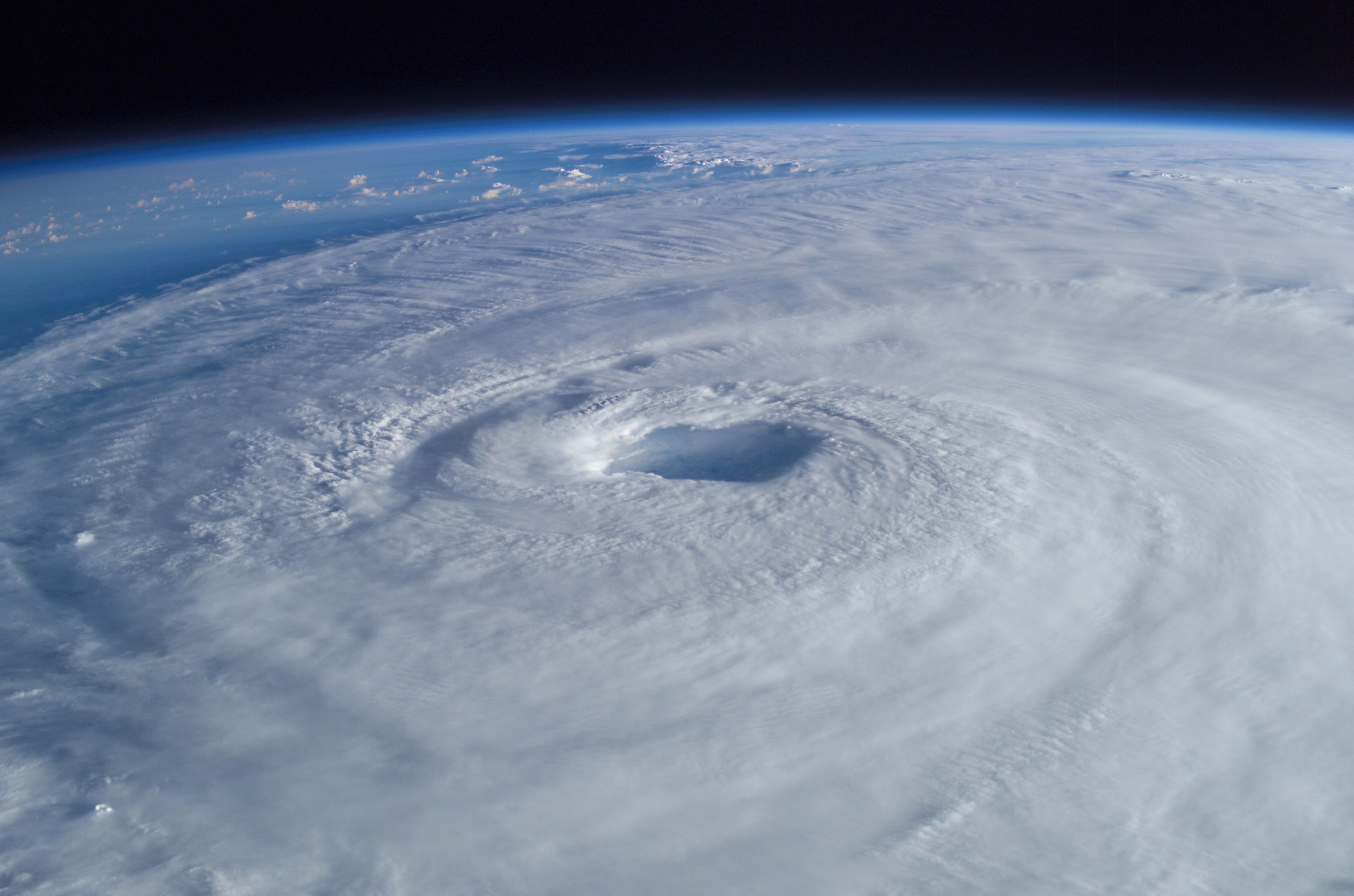
Il tipico occhio del ciclone con ai lati i fronti temporaleschi

La pressione atmosferica, all'approssimarsi di un ciclone tropicale, diminuisce rapidamente: alla periferia è circa 1 020 millibar, nell'occhio può raggiungere i 950 mbar. In un ciclone tropicale, l'occhio ha nuvolosità scarsa e frammentaria, intorno si sviluppano ammassi nuvolosi compatti ed estesi verso l'alto fino alla tropopausa, mentre lateralmente si estendono per qualche centinaio di chilometri. Le piogge che accompagnano i cicloni tropicali sono a carattere torrenziale.
L'energia dei cicloni tropicali deriva dal calore liberato negli imponenti processi di condensazione del vapore acqueo. Sono stati individuati importanti fattori quali il calore proveniente dai mari, l'esistenza di modeste perturbazioni nelle correnti orientali costituenti gli alisei, che consente una locale interruzione dello stato di equilibrio verticale che determina l'imponente estensione di moti ascendenti fino alla tropopausa.
I cicloni tropicali appena formati muovono verso ovest o nord-ovest nell'emisfero australe, viaggiando a velocità di 20–40 km/h, giunti a 20° - 30° di latitudine spesso cambiano direzione piegando a nord-est nell'emisfero boreale o sud-est in quello australe. Proseguendo tendono ad assumere le caratteristiche delle depressioni delle medie latitudini o si esauriscono. Nel caso che questi cicloni giungano in terraferma, pur diminuendo la loro intensità, provocano ingenti danni per la violenza dei venti, per le piogge torrenziali e le mareggiate. Sono inoltre pericolosi per la navigazione.

### Ciclone tropicale mediterraneo

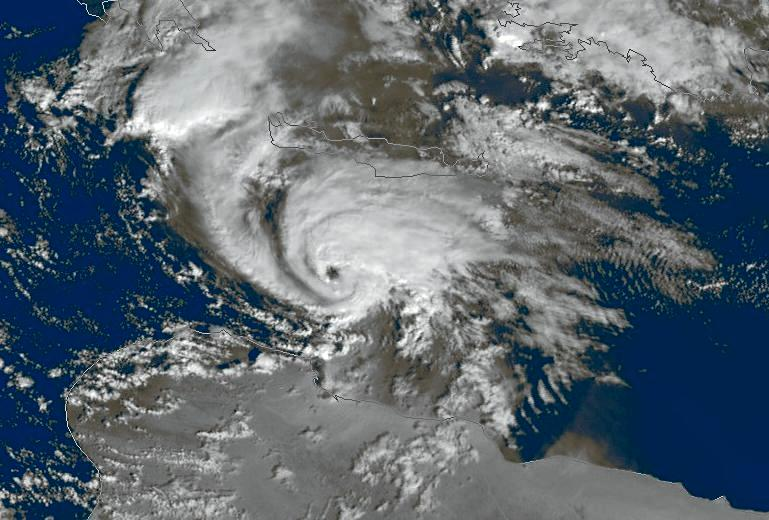
Il ciclone Zeo del dicembre 2005. Durante la sua formazione, a sud di Creta, ha provocato sull'isola venti temporaleschi, alluvioni, danni e vittime.

In meteorologia, il ciclone tropicale mediterraneo (detto all'inglese anche medicane, dalla fusione dei termini inglesi MEDIterranean hurriCANE "uragano mediterraneo", in italiano traducibile come medigano o uraganeo) è un sistema di bassa pressione caratterizzato da un nucleo caldo, convezione temporalesca attorno ad un centro di venti ben definito, piogge torrenziali, forti venti, che tipicamente compare nell'area del bacino del Mediterraneo.
I cicloni tropicali sul Mediterraneo, per quanto anomali, si sviluppano per transizione tropicale, un processo caratterizzato dalla trasformazione dinamica e termodinamica di un ciclone extratropicale in un ciclone tropicale.
Questo processo permette la formazione di cicloni tropicali anche oltre i 30° di Latitudine e su superfici marine inferiori ai 26 °C, generalmente considerate necessarie per lo sviluppo di questi sistemi.

## Mesociclone

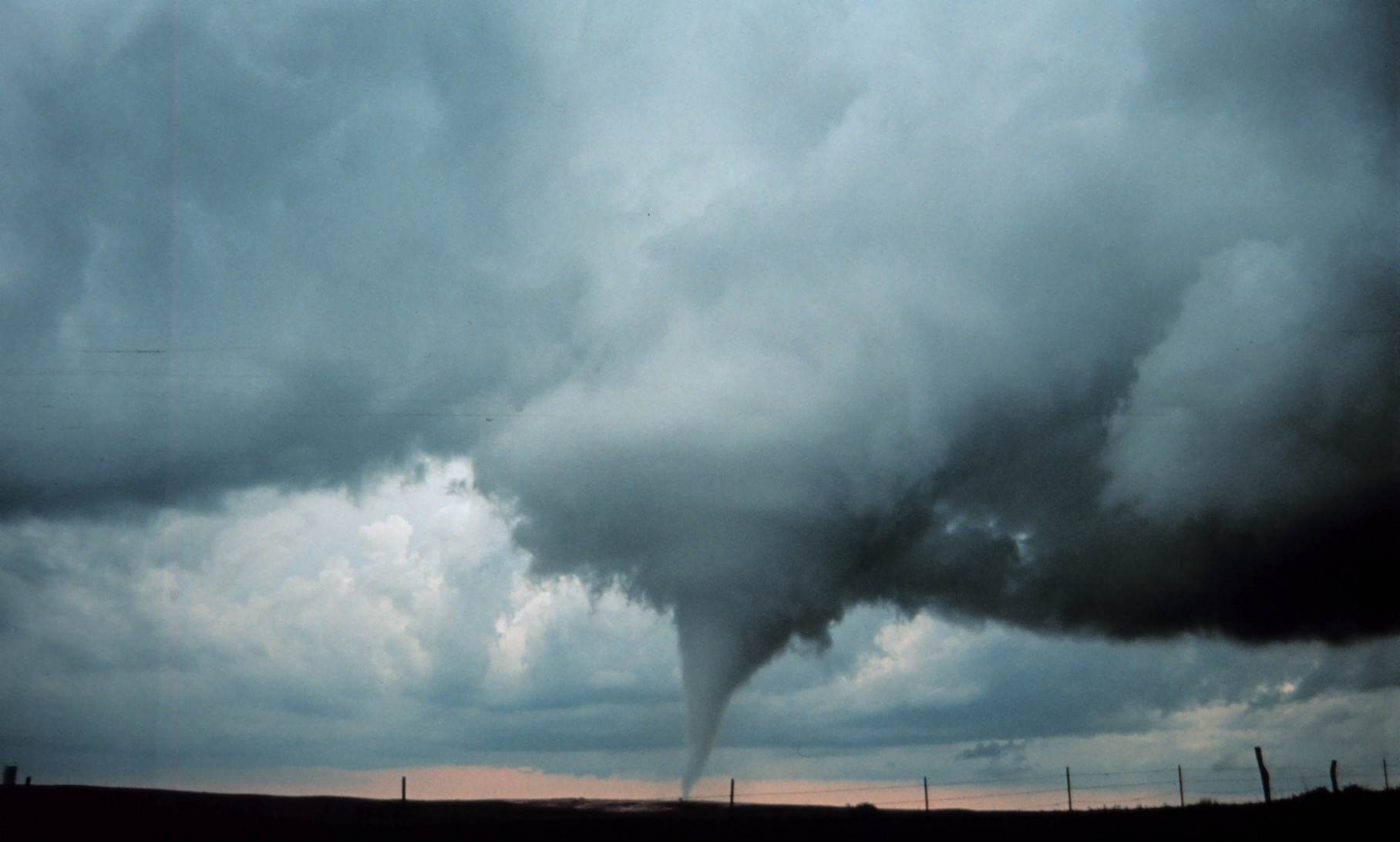
Tornado prodotto da un mesociclone.

In meteorologia il mesociclone è un vortice d'aria atmosferico, con un diametro che varia dai 3 ai 16 km, posizionato all'interno di un temporale convettivo. L'aria si alza e ruota attorno ad un asse verticale, di solito nella stessa direzione in cui i sistemi di bassa pressioni ruotano in un determinato emisfero. 
Essi sono più spesso di origine ciclonica, cioè associati a una bassa pressione localizzata all'interno di un violento temporale. I mesocicloni si verificano spesso insieme a correnti ascensionali all'interno delle supercelle dove sussistono elevate possibilità di formazione di un tornado.